# Hyriodes leucocraspis
Hyriodes leucocraspis là một loài bướm đêm trong họ Noctuidae.